# Michael Didi Mangoria
Michael Didi Adgum Mangoria (ur. 1 stycznia 1959 w Engoth) – sudański duchowny katolicki, arcybiskup Chartumu od 2016.

## Życiorys
Urodził się 1 stycznia 1959 w Engoth w stanie Południowy Kordofan, w regionie Gór nubijskich.
Wyświęcony 10 maja 1992 r. W latach 1997–2001 studiował Prawo kanoniczne w Rzymie, w Papieskim Uniwersytecie Urbaniana. W latach 2001–2008 był członkiem rady kapłańskiej i kolegium konsultantów Archidiecezji Chartumu, następnie rektorem Wyższego Seminarium w Chratumie, St. Paul’s Major Seminary.
29 maja 2010 papież Benedykt XVI mianował go administratorem apostolskim oraz koadiutorem diecezji Al-Ubajjid w metropolii Chartum. Sukcesję objął 28 października 2013, po przejściu na emeryturę poprzednika.
15 sierpnia 2015 papież Franciszek mianował go koadiutorem archidiecezji Chartumu. 10 grudnia 2016, po przejściu na emeryturę kardynała Gabriela Zubeir Wako, objął rządy w archidiecezji.